# Вьетнам на летних Олимпийских играх 1964
Вьетнам  на летних Олимпийских играх 1964 был представлен 16-ю спортсменами, которые не смогли завоевать ни одной медали.

## Состав олимпийской команды Вьетнама

### Велоспорт

#### Шоссейный велоспорт
Всего спортсменов — 4
Мужчины
| Спортсмен                                           | Соревнование                        | Время                  | Место |
| --------------------------------------------------- | ----------------------------------- | ---------------------- | ----- |
| Нгуен Ван Кхой                                      | Индивидуальная шоссейная гонка      |                        | сошёл |
| Нгуен Ван Нган                                      | Индивидуальная шоссейная гонка      |                        | сошёл |
| Фам Ван Сау                                         | Индивидуальная шоссейная гонка      | 4-40:11.63 (+0-0:20.0) | 76    |
| Чан Ван Нен                                         | Индивидуальная шоссейная гонка      | 4-40:11.63 (+0-0:20.0) | 90    |
| Хюинь Ань Нгуен Ван Кхой Нгуен Ван Нган Чан Ван Нен | Командная шоссейная гонка на 101 км | 3:03:26.10             | 31    |

#### Трековый велоспорт
Спортсменов — 2
| Спортсмен     | Соревнование                                 | 1\16 финала                                                                                    | 1\16 финала | 1\8 финала                         | 1\8 финала | 1\4 финала     | 1\4 финала | 1\2 финала     | 1\2 финала | Финал Матч за 3-е место | Финал Матч за 3-е место |
| Спортсмен     | Соревнование                                 | Соперник Время                                                                                 | Место       | Соперник Время                     | Место      | Соперник Время | Место      | Соперник Время | Место      | Соперник Время          | Место                   |
| ------------- | -------------------------------------------- | ---------------------------------------------------------------------------------------------- | ----------- | ---------------------------------- | ---------- | -------------- | ---------- | -------------- | ---------- | ----------------------- | ----------------------- |
| Нгуен Ван Тяу | Спринт                                       | Пьер Трентин (FRA) Хосе Теллез Гонсалез (MEX) 12.77 Збислав Заяц (POL) Амар Синх Биллинг (IND) | 2           | Не прошёл                          | Не прошёл  | Не прошёл      | Не прошёл  | Не прошёл      | Не прошёл  | Не прошёл               | Не прошёл               |
| Чан Ван Нен   | индивидуальная гонка преследования на 4000 м |                                                                                                |             | Гарри Уоррен Хаттинг III (USA) DSQ |            | Не прошёл      | Не прошёл  | Не прошёл      | Не прошёл  | Не прошёл               | Не прошёл               |
| Чан Ван Нен   | гит на 1000 м                                |                                                                                                |             |                                    |            |                |            |                |            | 1:21.58                 | 25                      |

1. ↑  доп. заезд

### Дзюдо
Спортсменов — 3
Мужчины
| Спортсмен      | Категория | Групповой этап                                          | Четвертьфиналы     | Полуфиналы         | Финал              |
| Спортсмен      | Категория | Соперник Результат                                      | Соперник Результат | Соперник Результат | Соперник Результат |
| -------------- | --------- | ------------------------------------------------------- | ------------------ | ------------------ | ------------------ |
| Нгуен Ван Бинь | До 68 кг  | Арон Боголюбов (URS) пор. Эиам Харссарунгсри (THA) пор. | Не прошёл          | Не прошёл          | Не прошёл          |
| Тхук Туан Тхай | До 80 кг  | Пипат Синхасема (THA) пор. Петрус Снидерс (NED) пор.    | Не прошёл          | Не прошёл          | Не прошёл          |
| Ле Ба Тхань    | До 80 кг  | Ким Ыйтхэ (KOR) пор. Хуан Цзинчунь (ROC) пор.           | Не прошёл          | Не прошёл          | Не прошёл          |

### Лёгкая атлетика
Спортсменов — 2

#### Мужчины
| Спортсмен     | Соревнование | Предварительный раунд | Предварительный раунд | Четвертьфиналы | Четвертьфиналы | Полуфиналы | Полуфиналы | Финал          | Финал          |
| Спортсмен     | Соревнование | Результат             | Место                 | Результат      | Место          | Результат  | Место      | Результат      | Место          |
| ------------- | ------------ | --------------------- | --------------------- | -------------- | -------------- | ---------- | ---------- | -------------- | -------------- |
| Хо Тхань Чинь | 100м         | 11.9                  | 72                    | Не прошёл      | Не прошёл      | Не прошёл  | Не прошёл  | Не прошёл      | Не прошёл      |
| Нгуен Ван Ли  | 5000м        | 17:28.0               | 48                    | Не прошёл      | Не прошёл      | Не прошёл  | Не прошёл  | Не прошёл      | Не прошёл      |
| Нгуен Ван Ли  | Марафон      |                       |                       |                |                |            |            | Не финишировал | Не финишировал |

### Плавание
Спортсменов — 3

#### Мужчины
| Спортсменка   | Соревнование        | Предварительные заплывы | Предварительные заплывы | Полуфиналы           | Полуфиналы           | Финал                | Финал                |
| Спортсменка   | Соревнование        | Результат               | Место                   | Результат            | Место                | Результат            | Место                |
| ------------- | ------------------- | ----------------------- | ----------------------- | -------------------- | -------------------- | -------------------- | -------------------- |
| Нгуен Динь Ле | 100 м вольный стиль | 1:01.1                  | 62                      | Завершил выступления | Завершил выступления | Завершил выступления | Завершил выступления |
| Фан Хыу Донг  | 100 м вольный стиль | 1:01.1                  | 62                      | Завершил выступления | Завершил выступления | Завершил выступления | Завершил выступления |
| Хюинь Ван Хай | 200 м брасс         | 2:51.6                  | 31                      | Завершил выступления | Завершил выступления | Завершил выступления | Завершил выступления |

### Фехтование
Спортсменов — 2
Мужчины
Индивидуальная рапира
Групповой этап (группа B)
|   | Спортсмен                 | И | В | П | ГЗ | ГП | +/- | Очки |
| - | ------------------------- | - | - | - | -- | -- | --- | ---- |
| 1 | Григорий Крисс (URS)      | 7 | 6 | 1 | 35 | 16 | +19 | 6    |
| 2 | Пол Гнайер (GER)          | 7 | 5 | 2 | 30 | 24 | +6  | 5    |
| 3 | Ив Дрейфус (FRA)          | 7 | 4 | 3 | 29 | 23 | +6  | 4    |
| 4 | Хассан Саид (LIB)         | 7 | 4 | 3 | 26 | 24 | +2  | 4    |
| 5 | Хэйдзабуро Окава (JPN)    | 7 | 3 | 4 | 29 | 29 | +0  | 3    |
| 6 | Рене Ван Ден Дриссе (BEL) | 7 | 3 | 4 | 25 | 24 | +5  | 3    |
| 7 | Чан Ван Сюань (VIE)       | 7 | 1 | 6 | 12 | 32 | -20 | 1    |
| 8 | Майкл Райан (IRL)         | 7 | 0 | 7 | 8  | 17 | -9  | 1    |

 Чан Ван Сюань (VIE) -  Григорий Крисс (URS) 1 : 5

 Чан Ван Сюань (VIE)-  Пол Гнайер (GER) 1 : 5

 Чан Ван Сюань (VIE) -  Ив Дрейфус (FRA) 5 : 2

 Чан Ван Сюань (VIE) -  Хассан Саид (LIB) 1 : 5

 Чан Ван Сюань (VIE) -  Хэйдзабуро Окава (JPN) 3 : 5

 Чан Ван Сюань (VIE) -  Рене Ван Ден Дриссе (BEL) 0 : 5

 Чан Ван Сюань (VIE) -  Майкл Райан (IRL) 1 : 5

Индивидуальная сабля
Групповой этап (группа B)
|   | Спортсмен                    | И | В | П | ГЗ | ГП | +/- | Очки |
| - | ---------------------------- | - | - | - | -- | -- | --- | ---- |
| 1 | Ежи Павловски (POL)          | 6 | 6 | 0 | 30 | 7  | +23 | 6    |
| 2 | Йенё Хамори (USA)            | 6 | 5 | 1 | 27 | 6  | +19 | 5    |
| 3 | Чезаре Сальвадори (ITA)      | 6 | 4 | 2 | 25 | 14 | +11 | 4    |
| 4 | Октавиан Винтила (ROU)       | 6 | 3 | 3 | 19 | 19 | 0   | 3    |
| 5 | Ян Адолл Бутми (AHO)         | 6 | 2 | 4 | 15 | 21 | -6  | 2    |
| 6 | Нгуен Тхе Лок (VIE)          | 6 | 1 | 5 | 7  | 29 | -22 | 1    |
| 7 | Ронни Игнатиус Тезейра (MAL) | 6 | 0 | 6 | 5  | 30 | -25 | 0    |

 Нгуен Тхе Лок (VIE) -  Ронни Игнатиус Тезейра (MAL) 5:4

 Нгуен Тхе Лок (VIE) -  Ян Адолл Бутми (AHO) 0:5

 Нгуен Тхе Лок (VIE) -  Октавиан Винтила (ROU) 1:5

 Нгуен Тхе Лок (VIE) -  Яезаре Сальвадори (ITA) 1:5

 Нгуен Тхе Лок (VIE) -  Йенё Хамори (USA) 0:5

 Нгуен Тхе Лок (VIE) -  Ежи Павловски (POL) 0:5

Групповой этап (группа E)
|   | Спортсмен               | И | В | П | ГЗ | ГП | +/- | Очки |
| - | ----------------------- | - | - | - | -- | -- | --- | ---- |
| 1 | Марк Ракита (URS)       | 6 | 6 | 0 | 30 | 12 | +18 | 6    |
| 2 | Жак ЛеФевр (FRA)        | 6 | 5 | 1 | 27 | 19 | +8  | 5    |
| 3 | Мицуюки Фунамидзу (JPN) | 6 | 4 | 2 | 26 | 17 | +9  | 4    |
| 4 | Дитер Веллманн (GER)    | 6 | 3 | 3 | 21 | 22 | -1  | 3    |
| 5 | Ричард Олдкорн (GBR)    | 6 | 2 | 4 | 22 | 23 | -1  | 2    |
| 6 | Бишхан Зарнегер (IRI)   | 6 | 1 | 5 | 14 | 27 | -13 | 1    |
| 7 | Чан Ван Сюань (VIE)     | 6 | 0 | 6 | 10 | 30 | -20 | 0    |

 Чан Ван Сюань (VIE) -  Марк Ракита (URS) 1 : 5

 Чан Ван Сюань (VIE)-  Жак ЛеФевр (FRA) 2 : 5

 Чан Ван Сюань (VIE) -  Мицуюки Фунамидзу (JPN) 1 : 5

 Чан Ван Сюань (VIE) -  Дитер Веллманн (GER) 2 : 5

 Чан Ван Сюань (VIE) -  Ричард Олдкорн (GBR) 2 : 5

 Чан Ван Сюань (VIE) -  Бишхан Зарнегер (IRI) 2 : 5